# Liste des amphibiens de Guyane
La Guyane abrite de très nombreuses espèces d'amphibiens, dont certains se sont plus ou moins affranchis de la vie en pleine-eau, quelques espèces ne vivant même que dans les arbres en hauteur, mais qu'il est souvent possible d'identifier au chant. On y redécouvre, et découvre encore de nouveaux genres ou de nouvelles espèces, dont par exemple de Dendrobate du genre Anomaloglossus (Anomaloglossus dewynteri et Anomaloglossus blanci décrites en 2018, après Anomaloglossus degranvillei, décrite en 1975, du genre Rhinella ou du genre Adenomera et inversement certains taxons précédemment décrits se révèlent faux ou désuets. Les progrès de la phylogénétique ont conduit à réorganiser la taxonomie, notamment chez les amphibiens et notamment pour les Dendrobatidae très présents en Guyane. Des analyses génétiques montrent en outre qu'il existe des espèces cryptiques et que le nombre réel d'espèces d'amphibiens vivant en Guyane est sous-estimé,.

## Liste non exhaustive des espèces d'amphibiens en Guyane
- Atelopus flavescens dont le têtard est gastromyzophore[12]
- Rhinella marina (Crapaud bœuf)[13]
- Typhlonectes compressicauda[14]
- Leptodactylus fuscus [15]
- Crapaud pipa[16]
- Pseudis paradoxa [17]

## OrdreGymnophionaRafinesque-Schmaltz

### FamilleRhinatrematidaeNussbaum, 1977

#### GenreRhinatremaDuméril et Bibron, 1841
- Rhinatrema bivittatum (Guérin-Méneville, 1829)

## OrdreStegokrotaphiaCannatella and Hillis, 1993

### FamilleCaeciliidaeRafinesque, 1814

#### GenreCaeciliaLinnaeus, 1758
- Caecilia museugoeldi Maciel & Hoogmoed, 2018
- Caecilia gracilis Shaw, 1802
- Caecilia tentaculata Linnaeus, 1758

#### GenreMicrocaeciliaTaylor, 1968
- Microcaecilia unicolor Duméril, 1863
- Microcaecilia dermatophaga Wilkinson, Sherratt, Starace & Gower, 2013
- Microcaecilia rochai Maciel & Hoogmoed, 2011

Sous-famille Typhlonectinae Taylor, 1968

#### GenrePotomotyphlusTaylor, 1968
- Potomotyphlus kaupii (Berthold, 1859)

#### GenreTyphlonectesPeters, 1880 "1879"
- Typhlonectes compressicauda (Duméril & Bibron, 1841)

## OrdreAnuraFischer von Waldheim 1813
Lalagobatrachia Frost et al., 2006 
Xenoanura Savage, 1973 (taxon qui remplace celui des Mesobatrachia)

### FamillePipidaeGray, 1825

#### GenrePipaLaurenti, 1768
- Pipa aspera Müller, 1924
- Pipa pipa (Linnaeus, 1758)
- Pipa snethlageae Müller, 1914

Sokolanura Frost  et al ., 2006 
Acosmanura Savage, 1973 
Neobatrachia Reig, 1958 
Phthanobatrachia Frost  et al., 2006 
Hyloides Frost et al ., 2006 
Notogaeanura Frost  et al., 2006 
Nobleobatrachia Frost et al ., 2006 
Meridianura Frost et al ., 2006
Terrarana  Hedges, Duellman & Heinicke, 2008

### FamilleEleutherodactylidaeLutz, 1954
Sous-famille Eleutherodactylinae Lutz 1954

#### GenreEleutherodactylusDuméril  & Bibron, 1841
- Eleutherodactylus johnstonei Barbour, 1914 (Introduit)

Sous-famille Phyzelaphryninae Hedges, Duellman  & Heinicke, 2008

### FamilleStrabomantidaeHedges, Duellman & Heinicke, 2008
Sous-famille Strabomantinae Hedges, Duellman & Heinicke, 2008

#### GenrePristimantisJimenez de la Espada, 1871
- Pristimantis chiastonotus (Lynch & Hoogmoed, 1977)
- Pristimantis crepitaculus (Fouquet, Peloso, Jairam, Lima, Mônico, Ernst & Kok, 2022)
- Pristimantis espedeus (Fouquet, Martinez, Courtois, Dewynter, Pineau, Gaucher, Blanc, Marty & Kok, 2013)
- Pristimantis gutturalis (Hoogmoed, Lynch & Lescure, 1977)
- Pristimantis inguinalis (Parker, 1940)
- Pristimantis zeuctotylus (Lynch  & Hoogmoed, 1977)
- Pristimantis sp.3
- Pristimantis sp.4

### FamilleHylidaeRafinesque, 1815
Sous-famille  Hylinae Rafinesque, 1815
Tribu Cophomantini Hoffmann, 1878

#### GenreBoanaGray, 1825
- Boana boans (Linnaeus, 1758)
- Boana calcarata  (Troschel  in Schomburgk, 1848)
- Boana xerophylla (Wied-Neuwied, 1824)
- Boana dentei (Bokermann, 1967)
- Boana courtoisae (Fouquet, Marinho, Réjaud, Carvalho, Caminer, Jansen, Rainha, Rodrigues, Werneck, Lima, Hrbek, Giaretta, Venegas, Chávez & Ron, 2021)
- Boana semilineata  (Spix, 1824)
- Boana diabolica (Fouquet, Martinez, Zeidler, Courtois, Gaucher, Blanc, Lima, Souza, Rodrigues & Kok, 2016)
- Boana cinerascens (Spix, 1824)
- Boana multifasciata  (Günther, 1859 "1858")
- Boana ornatissima (Noble, 1923)
- Boana punctata (Schneider, 1799)
- Boana raniceps (Cope, 1862)

Tribu Dendropsophini Fitzinger, 1843

#### GenreDendropsophusFitzinger, 1843
- Dendropsophus counani (Fouquet, Orrico, Ernst, Blanc, Martinez, Vacher, Rodrigues, Ouboter, Jairam & Ron, 2015)
- Dendropsophus gaucheri (Lescure & Marty, 2000)
- Dendropsophus leali (Bokermann, 1967)
- Dendropsophus leucophyllatus (Beireis, 1783)
- Dendropsophus melanargyreus (Cope, 1887)
- Dendropsophus minusculus (Rivero, 1971)
- Dendropsophus minutus (Peters, 1872)
- Dendropsophus walfordi (Bokermann, 1962)
- Dendropsophus sp. 1 (sensu Lescure & Marty, 2000)

#### GenrePseudisWagler, 1830
- Pseudis paradoxa (Linnaeus, 1758)

#### GenreScinaxWagler, 1830
- Scinax boesemani (Goin, 1966)
- Scinax jolyi  Lescure et Marty, 2000
- Scinax nebulosus (Spix, 1824)
- Scinax proboscideus (Bronsgerma, 1933)
- Scinax ruber  (Laurenti, 1768)
- Scinax x-signatus (Spix, 1824)
- Scinax sp. 1  (sensu Lescure & Marty, 2000)
- Scinax sp. 2 Syn : Scinax cruentommus (sensu Lescure & Marty, 2000)
- Scinax sp. 3 Syn : Scinax cf. x-signatus (sensu Lescure & Marty, 2000)

#### GenreSphaenorhynchusTschudi, 1838
- Sphaenorhynchus lacteus  (Daudin, 1800)

Tribu Lophiohylini Miranda-Ribeiro, 1926

#### GenreScarthylaDuellman & de Sá, 1988
- Scarthyla goinorum (Bokermann, 1962)

#### GenreOsteocephalusSteindachner, 1862
- Osteocephalus cabrerai  (Cochran & Goin, 1970)
- Osteocephalus helenae (Ruthven, 1919)
- Osteocephalus leprieurii  (Duméril & Bibron, 1841)
- Osteocephalus oophagus  Jungfer & Schiesari, 1995
- Osteocephalus taurinus  teindachner, 1862

#### GenreTrachycephalusTschudi, 1838
- Trachycephalus coriaceus (Peters, 1867)
- Trachycephalus hadroceps (Duellman & Hoogmoed, 1992)
- Trachycephalus resinifictrix (Goeldi, 1907)
- Trachycephalus typhonius (Linnaeus, 1758)

### Sous-famillePhyllomedusinaeGünther, 1858

#### Genre Phyllomedusa Wagler, 1830
- Phyllomedusa bicolor (Boddaert, 1772)
- Pithecopus hypochondrialis (Daudin, 1800)
- Callimedusa tomopterna (Cope, 1868)
- Phyllomedusa vaillantii Boulenger, 1882

### Sous-familleAllophryninae

#### GenreAllophryneGaige, 1926
- Allophryne ruthveni Gaige, 1926

### Sous-familleCentroleninae

#### GenreVitreoranaGuayasamin, Castroviejo-Fisher, Trueb, Ayarzagüena, Rada & Vilà, 2009
- Vitreorana ritae (Lutz & Kloss, 1952)

#### GenreTeratohylaTaylor, 1951
- Teratohyla midas (Lynch & Duellman, 1973)

#### GenreCochranellaTaylor, 1951
- Cochranella geijskesi  (Goin, 1966)

#### GenreHyalinobatrachiumRuiz-Carranza & Lynch, 1991
- Hyalinobatrachium cappelei (Lidth de Jeude, 1904)
- Hyalinobatrachium mondolfii (Señaris & Ayarzagüena, 2001)
- Hyalinobatrachium iaspidiense (Señaris & Ayarzagüena, 2001)
- Hyalinobatrachium taylori (Goin, 1968)
- Hyalinobatrachium tricolor (Castroviejo-Fisher, Vilà, Ayarzagüena, Blanc & Ernst, 2011)
- Hyalinobatrachium kawense (Castroviejo-Fisher, Vilà, Ayarzagüena, Blanc & Ernst, 2011)
- Hyalinobatrachium sp.1
- Hyalinobatrachium sp.2

Cruciabatrachia Grant et al., 2006

### FamilleLeptodactylidaeWerner, 1896 (1838)

#### GenreAdenomeraSteindachner, 1867
- Adenomera andreae (Müller, 1923)
- Adenomera hylaedactyla (Cope, 1868)
- Adenomera heyeri (Boistel, Massary & Angulo, 2006)

#### GenreEngystomopsJiménez de la Espada, 1872
- Engystomops petersi Jiménez de la Espada, 1872 Syn : Physalaemus petersi

#### GenreHydrolaetareGallardo, 1963
- Hydrolaetare schmidti (Cochran et Goin, 1959)

#### GenrePhysalaemusFitzinger, 1826
- Physalaemus ephippifer (Steindachner, 1864)

#### GenreLeptodactylusFitzinger, 1826
- Leptodactylus guianensis (Heyer & de Sá, 2011)
- Leptodactylus fuscus (Schneider, 1799)
- Leptodactylus knudseni Heyer, 1972
- Leptodactylus longirostris  Boulenger, 1882
- Leptodactylus myersi Heyer, 1995
- Leptodactylus mystaceus (Spix, 1824)
- Leptodactylus macrosternum  Miranda-Ribeiro, 1926
- Leptodactylus pentadactylus (Laurenti, 1768)
- Leptodactylus petersii (Steindachner, 1864)
- Leptodactylus fremitus (Carvalho, Fouquet, Lyra, Giaretta, Costa-Campos, Rodrigues, Haddad & Ron, 2022)
- Leptodactylus intermedius (Lutz, 1930)
- Leptodactylus nesiotus (Heyer, 1994)
- Leptodactylus rhodomystax Boulenger, 1884 "1883"
- Leptodactylus stenodema Jiménez de la Espada, 1875

#### GenreLithodytesFitzinger, 1843
Lithodytes lineatus (Schneider, 1799) 

### Sous-familleCeratophryinaeTschudi, 1838

#### GenreCeratophrysWied-Neuwied, 1824
- Ceratophrys cornuta (Linnaeus, 1758)

### FamilleBufonidaeGray, 1825
Sous-famille Atelopodinae Fitzinger, 1843

#### GenreAtelopusDuméril et Bibron, 1841
- Atelopus flavescens Duméril & Bibron, 1841
- Atelopus hoogmoedi Lescure, 1974

#### GenreAmazophrynellaFouquet, Recoder, Teixeira, Cassimiro, Amaro, Camacho, Damasceno, Carnaval, Moritz & Rodrigues, 2012
- Amazophrynella teko Rojas et al. 2018

#### GenreRhaeboCope, 1862
- Rhaebo guttatus Schneider, 1799  Syn : Bufo guttatus

#### Genre  Rhinella Fitzinger, 1826
- Rhinella merinae Gallardo, 1965
- Rhinella lescurei Fouquet, Gaucher, Blanc & Vélez-Rodriguez, 2007
- Rhinella margaritifera Laurenti, 1768
- Rhinella marina Linnaeus, 1758
- Rhinella martyi Fouquet, Gaucher, Blanc & Vélez-Rodriguez, 2007
- Rhinella cf. castaneotica (Caldwell, 1991)

## Nobleobatia Grant  et al., 2006

### FamilleAromobatidaeGrant et al. 2006
Sous-famille Anomaloglossinae Grant et al. 2006

#### GenreAnomaloglossusGrant et al. 2006
- Anomaloglossus baeobatrachus (Boistel & de Massary, 1999)
- Anomaloglossus surinamensis (Ouboter & Jairam, 2012)
- Anomaloglossus degranvillei (Lescure, 1975)
- Anomaloglossus blanci (Fouquet, Vacher, Courtois, Villette, Reizine, Gaucher, Jairam, Ouboter & Kok, 2018)
- Anomaloglossus dewynteri (Fouquet, Vacher, Courtois, Villette, Reizine, Gaucher, Jairam, Ouboter & Kok, 2018)

Sous-famille Allobatinae Grant et al. 2006

### GenreAllobatesZimmermann et Zimmermann, 1988
- Allobates femoralis (Boulenger, 1884 "1883")
- Allobates granti (Kok, MacCulloch, Gaucher, Poelman, Bourne, Lathrop & Lenglet, 2006)
- Allobates ripicolus (Fouquet, Ferrão, & Jairam, 2023)

### FamilleDendrobatidaeCope, 1865
Sous-famille Colostethinae Cope, 1867

#### GenreAmeeregaBauer, 1986
- Ameerega hahneli  (Boulenger, 1884 "1883")  Syn : Epipedobates hahneli

Sous-famille Dendrobatinae Cope, 1865

#### Genre Ranitomeya Bauer, 1988
- Ranitomeya variablis (Zimmermann & Zimmermann, 1988)

#### Genre DendrobatesWagler, 1830
- Dendrobates tinctorius (Cuvier, 1797)

Ranoides Frost et al., 2006 
Allodapanura Frost  et al., 2006

### FamilleMicrohylidaeGünther, 1858 (1843)

#### GenreChiasmocleisMéhelÿ, 1904
- Chiasmocleis hudsoni Parker, 1940
- Chiasmocleis haddadi Peloso, Sturaro, Forlani, Gaucher, Motta & Wheeler, 2014
- Chiasmocleis shudikarensis Dunn, 1949
- Chiasmocleis jacki Fouquet, Rodrigues & Peloso, 2022

#### GenreSynapturanusCarvalho, 1954
- Synapturanus mirandaribeiroi Nelson & Lescure, 1975
- Synapturanus zombie Fouquet, Leblanc, Fabre, Rodrigues, Menin, Courtois, Dewynter, Hölting, Ernst, Peloso & Kok, 2021

#### GenreOtophryne Boulenger, 1900
- Otophryne pyburni Campbell & Clarke, 1998

Sous-famille Gastrophryninae Fitzinger, 1843

#### GenreCtenophryneMocquard, 1904
- Ctenophryne geayi Mocquard, 1904

#### GenreElachistocleisParker, 1927
Elachistocleis surinamensis Daudin, 1802 

#### Genre Hamptophryne Carvalho, 1954
- Hamptophryne boliviana (Parker, 1927)

Natatanura Frost et al., 2006 
Victoranura Frost et al., 2006 
Telmatobatrachia Frost et al., 2006 
Ametrobatrachia Frost et al., 2006 
Saukrobatrachia Frost et al., 2006 
Aglaioanura Frost et al., 2006 
Ranoidea Rafinesque, 1814

### FamilleRanidaeRafinesque-Schmaltz, 1814

#### GenreLithobatesFitzinger, 1843
- Lithobates palmipes Spix, 1824  Syn : Rana (Lithobates) palmipes